# Sant Genís de Pi
Sant Genís de Pi és una església de Sant Agustí de Lluçanès (Osona) inclosa a l'Inventari del Patrimoni Arquitectònic de Catalunya.

## Descripció
Petita esglesiola situada en una elevació entre el veïnat de l'Alou i el serrat de Ventrulla. És de planta rectangular i coberta amb coberta teulada a dues vessants, amb les cantoneres treballades amb pedra. Totes les façanes tenen diminutes finestres. I a l'esquerra dues de més grans, treballades amb pedra.
La façana principal és la més cuidada amb un gran portal, en el qual a la llinda hi llegim la següent inscripció: DIE 24 IPSA ABRIL DE 1742
El campanaret amb coberta piramidal està situat en la cantonera de la façana principal i dreta. Davant de l'església s'hi troba un petit cementiri.

## Història
Aquesta capella formava part de l'Alou o domini del monestir de Ripoll i ja hi pertanyia abans del 938. L'església era proveïda pel paborde de Palau i encomanada al rector de Sant Agustí el segle xvii. L'any 1878 deixà de ser parròquia i passà a ser sufragània de Sant Agustí.